# ENEC
 (juillet 2023).

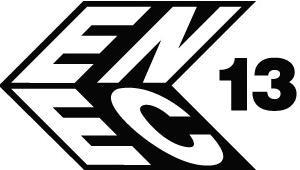
Logo (émis par Electrosuisse).

ENEC (European Norms Electrical Certification) est une marque européenne certifiant la conformité des produits électriques avec les normes européennes de sécurité. Créée [Quand ?], cette marque est complémentaire du marquage CE obligatoire sur ces produits.

## La procédure ENEC
Avec le logo ENEC, les fabricants et distributeurs indiquent qu’ils proposent des produits contrôlés et surveillés. La procédure ENEC réglemente les modalités d’obtention d’une attestation de conformité européenne uniforme, reconnue par tous les États membres. Elle montre que les produits certifiés ENEC sont conformes en permanence avec les normes.
- Appareils domestiques, appareils électroniques et luminaires
- Respect de la directive européenne sur la basse tension
- Coûts de licence réduits[réf. nécessaire]
- Preuve permettant de rejeter les prétentions fondées sur la responsabilité liée au produit

Le contrôle et la certification sont effectués d’après les normes européennes. La fabrication du produit est vérifiée par des organismes certificateurs accrédités (au nombre de 25 dans 21 pays en 2023).